# 简·卡纳汉
简·安妮·卡纳汉（英語：Jean Anne Carnahan，1933年12月20日—2024年1月30日），原姓卡本特（Carpenter），美国民主党籍政治人物、作家，曾任密苏里州第一夫人、密苏里州联邦参议员。

## 生平
卡纳汉出生于华盛顿特区。1954年，她与梅尔·卡纳汉成婚。1955年，毕业于乔治华盛顿大学。此后她的丈夫步入政界。当梅尔·卡纳汉于1993年至2000年出任密苏里州州长期间，她作为第一夫人积极参政。2000年正参选联邦参议员的梅尔·卡纳汉与儿子兰迪（Randy）在选举前三周突然因空难而丧生。由于已经十分临近选举日，密苏里州法律规定不得将他的名字撤出选票。最终，她非正式地代替其丈夫参选。同时，时任代理密苏里州州长的罗杰·B·威尔逊宣布，如果她丈夫在死后当选成功，他将任命她为参议员。最终，梅尔·卡纳汉以微弱优势当选，她也被任命为联邦参议员。根据密苏里州法律，她将不能自动任满参议员的六年任期，而将由一场特别选举决定。2002年，她在特别选举中以1%（22000票）的微弱劣势败给共和党籍候选人吉姆·塔兰托。

## 家庭
- 丈夫 ：梅尔·卡纳汉（1934年－2000年），原密苏里州州长
  - 子：兰迪·卡纳汉（Randy Carnahan，1956年－2000年），与其父一同在空难中丧生
  - 子：拉斯·卡纳汉（1958年－），原密苏里州联邦众议员
  - 女：罗宾·卡纳汉（英语：Robin Carnahan）（1961年－），原密苏里州州务卿
  - 子：汤姆·卡纳汉（英语：Tom Carnahan）（1969年－），风力资本集团（英语：Wind Capital Group）创始人